# Ђула Кертес
Ђула Кертес (мађ. Kertész Gyula) био је мађарски фудбалски репрезентативац, играо на позицији центарфора, тренер, фотограф. У спортској штампи је био познат као Кертес I. Његова браћа Вилмош и Адолф су такође били репрезентативни фудбалери.

## Биографија
Рођен је као син Марка и Фани Полак. Дана 18. октобра 1913. године у Будимпешти се оженио Аном Кун, која је била девет година старија од њега, а развели су се 1918. године. Дана 31. децембра 1919. године у Будимпешти се оженио Илоном Халмош, која је била 11 година млађа од њега.

## Играчка каријера
Кертес је рођен у Кишкални у тадашњој Мађарској, данас Словачка, и био је Јеврејин пореклом. Кертес је играо клупски фудбал за МТК из Будимпеште у периоду од 1906–07. до 1911–12. Такође је играо међународни фудбал за Мађарску, где је забележио једну утакмицу против Аустрије 1912. године.
Године 1911, како би допунио своје приходе, заједно са колегом играчем МТК-а Изидором Киршнером основао је фотографски студио.

## Тренерска каријера
Кертес је тренирао неколико клубова у Немачкој, као што су Унион Алтона (1921–1924) и Викторија Хамбург (1924–1928), као и у другим земљама, укључујући Француску и Скандинавију током 1920-их. Водио је швајцарски клуб ФК Базел између 1928. и 1930. године. У јануару 1931. преузео је Хамбургер СВ, где је успешно обновио тим, додајући Рудолфа Ноака и друге перспективне нове играче све док није прешао у ВфБ Лајпциг лета 1932. Након што је његов уговор споразумно раскинут у мају 1933. године, Кертес је напустио Немачку и емигрирао у Сједињене Државе.
У САД је радио у дискографској индустрији. Његов син, који је себе називао Џорџ Кертис, био је водећи менаџер у Ремингтон рекордсу.